# Gustav Švédský (1568–1607)
Gustav (28. ledna 1568, Nyköping – únor 1607, Kašin) byl švédský princ, syn Erika XIV. a Karin Månsdotter.

## Biografie
Malý Gustav byl spolu se svou sestrou Sigrid přítomen na svatbě své matky se švédským králem v roce 1568 a na její korunovaci. Přítomnost dětí byla způsobem, jak demonstrovat jejich nový status: oba byli oficiálně potvrzeni jako legitimní a Gustav a jeho sestra získali všechna privilegia prince a princezny.
Po sesazení jeho otce z trůnu byl Gustav v roce 1575 poslán mimo Švédsko, aby byl mimo dosah krále Jana III., který se obával, že se příznivci Erika pokusí připravit jeho syna o korunu. Gustav žil několik let v chudobě v Polsku. Někdy během té doby se stal katolíkem.
Ivan IV. Hrozný se pokoušel přesvědčit Gustava, aby mu pomohl v jeho politických ambicích v okolí Baltu, ale tyto pokusy selhaly.
V srpnu 1599 Gustav přijel do Moskvy, aby se zde oženil s dcerou cara Borise Fjodoroviče Godunova Xenií. Car však nakonec zasnoubení zrušil. Jako kompenzaci dostal Gustav Ugličské knížectví, kde žil až do začátku vlády Lžidimitrije I., který na základě požadavků svého spojence, Zikmunda III. Vasy (bratrance Gustava a syna krále Jana III.), nařídil jeho zatčení a uvěznil ho v Jaroslavli. Po smrti Lžidimitrije I. ho nový ruský car Vasilij IV. Ivanovič Šujskij propustil a poslal ho žít do malého ruského města Kašin.
Gustav zemřel v únoru 1607 v Kašinu a 22. února tam byl pohřben. Podle starších historiků se oženil a měl čtyři děti s jistou Britou Karthovou. To však moderní historikové vyvrátili.
Gustav je hlavní postavou slavného polského románu „Gwiazda spadająca“ od Jadwigy Żylińské.